# Freddy Mockel
Freddy Mockel (Malmedy, 13 april 1970) is een Belgisch Duitstalig politicus voor Ecolo.

## Levensloop
Mockel behaalde in 1994 het diploma van licentiaat in de politieke wetenschappen en de bestuurswetenschappen aan de ULB. Na zijn studies was hij van 1994 tot 1996 assistent bij het opleidingscentrum ZAVM in Eupen en van 1996 tot 1997 parlementair medewerker voor de Ecolo-fractie in het Waals Parlement. Nadien was Mockel van 1997 tot 2024 ambtenaar bij de Federale Overheidsdienst Financiën. Van daaruit werd hij gedetacheerd naar het kabinet van toenmalig Duitstalig Gemeenschapsminister Hans Niessen, waar hij van 1999 tot 2004 kabinetsadviseur was.
In 1991 trad Freddy Mockel toe tot de partij Ecolo en voor de partij was hij van 1994 tot 2000 provincieraadslid van Luik. In die hoedanigheid werd hij tevens raadgevend lid van het Parlement van de Duitstalige Gemeenschap. Nadien was Mockel van 2001 tot 2007 gemeenteraadslid van Eupen. In oktober 2012 werd hij opnieuw verkozen in de Luikse provincieraad en werd hij weer lid met raadgevende stem in het Parlement van de Duitstalige Gemeenschap. Bij de Duitstalige Gemeenschapsverkiezingen van mei 2014 werd hij rechtstreeks verkozen in deze assemblee, waar hij tot in juni 2024 bleef zetelen. Mockel was er van 2014 tot 2024 fractievoorzitter en van juni 2019 tot maart 2021 en van september 2021 tot juni 2024 secretaris en legde er zich toe op begrotingskwesties en ruimtelijke ordening.
Bij de Waalse verkiezingen van juni 2024 werd Mockel voor het arrondissement Verviers verkozen in het Waals Parlement. Als Duitstalige verkozene kon hij echter niet in het Parlement van de Franse Gemeenschap zetelen, maar werd hij wel raadgevend lid van het Duitstalige Gemeenschapsparlement.